# Film dokumentalny
Film dokumentalny – jeden z trzech (obok filmu fabularnego oraz filmu animowanego) podstawowych rodzajów filmowych. Filmy dokumentalne w założeniu przedstawiają wycinek rzeczywistości, która podlega możliwie najmniejszej ingerencji ze strony reżysera. Użyte przez Johna Griersona określenie documentary oznacza nadanie twórczego kształtu rzeczywistości, w związku z czym film dokumentalny posługuje się chwytami retorycznymi, które służą przekonaniu widza do wizji świata promowanej przez filmowca.
Za pierwsze dokumenty uznawane są eksperymentalne filmy wykonane przez ekipy filmowe Thomasa Edisona oraz braci Lumière, a za pierwszą pracę teoretyczną poświęconą potencjałowi dokumentalnemu sztuki filmowej – Nowe źródło historii Bolesława Matuszewskiego. Nowe środki wyrazu do rozwijającego się rodzaju filmowego wnieśli Robert J. Flaherty (pionier filmu etnograficznego) oraz przedstawiciele radzieckiej szkoły montażu. Z inspiracji tych ostatnich zrodził się gatunek symfonii miejskiej (Dżiga Wiertow, Joris Ivens, Walter Ruttmann, Jean Vigo). Jednakże w latach trzydziestych i czterdziestych XX wieku dokument odegrał szczególną rolę jako narzędzie propagandy – zarówno totalitarnej (Leni Riefenstahl, Ołeksandr Dowżenko), jak i w państwach demokratycznych (Humphrey Jennings). W latach sześćdziesiątych szczególną popularność zdobyła nowa forma dokumentu pod nazwą kina bezpośredniego (Direct Cinema w Stanach Zjednoczonych i Kanadzie, cinéma-vérité we Francji), a główny ciężar produkcji filmów dokumentalnych zaczął spoczywać na telewizji. Współcześnie walor dokumentu jako wiarygodnego zapisu rzeczywistości zanika w obliczu zjawisk takich jak mockument oraz cyfrowa obróbka obrazu, które stwarzają większe możliwości manipulacji widzem.

## Pochodzenie i cechy

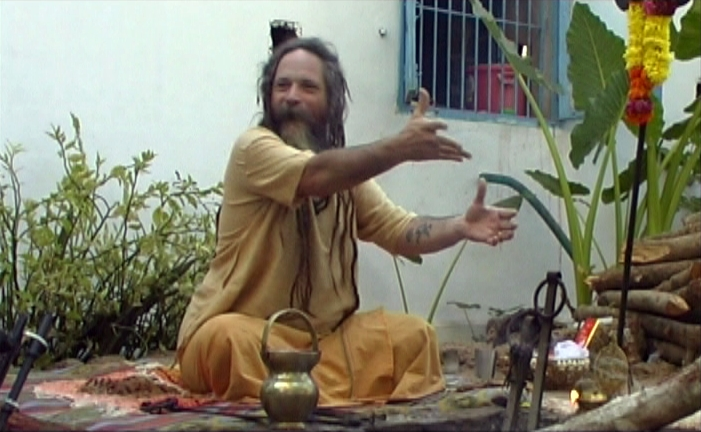
Scena z filmu dokumentalnego Last Hippie Standing

Za autora pojęcia filmu dokumentalnego uchodzi brytyjski reżyser John Grierson. W 1926 roku użył on określenia documentary wobec dzieła Roberta Flaherty’ego Moana (1926). W ujęciu Griersona film dokumentalny miał na celu nadanie twórczego kształtu rzeczywistości. Na przestrzeni lat różnie próbowano wyjaśniać pojęcie filmu dokumentalnego. Część definicji zakładała, że uznanie filmu za dokumentalny wymaga zaangażowania politycznego reżysera. W innych ujęciach decydowały o tym szczególne cechy warsztatowe (na przykład niepełna kontrola reżysera nad filmowaną rzeczywistością) bądź finansowanie jego produkcji przez instytucje państwowe.
Stopień, w jakim dany film uznać można za dokument, zależy głównie od decyzji odbiorczej widza i jego wiary w prawdziwość wydarzeń przedstawianych na ekranie. Jakkolwiek część twórców kina dokumentalnego deklarowało obiektywizm w filmowaniu zdarzeń (na przykład nurt Direct Cinema), tak naprawdę gatunek ten wykazuje cechy subiektywne. Dokument zawsze odzwierciedla poglądy reżysera tudzież dominującej ideologii. Posługuje się również chwytami retorycznymi, które służą przede wszystkim perswazji, nie zaś ukazaniu prawdy. Przykładowo, zgromadzenie partii nazistowskiej w Norymberdze w roku 1934 zostało przygotowane specjalnie na potrzeby filmu Triumf woli Leni Riefenstahl. Film niemieckiej reżyserki podniósł zaaranżowany wiec do rangi wydarzenia historycznego.
Manipulacja widownią może odbywać się również poprzez montaż, komentarz odautorski oraz selekcję materiału filmowego. Przykładem stosowania tego typu zabiegów w praktyce jest radziecka szkoła montażu. Jednakże również we współczesnym dokumencie można spotkać się ze świadomą manipulacją materiałem filmowym. Na przykład w filmie Roger i ja (1989) Michael Moore zmienił kolejność prezentowanych wydarzeń, które dotyczyły redukcji etatów w fabryce General Motors w mieście Flint. Widzowi zostało zasugerowane, że wizyta prezydenta Ronalda Reagana oraz inicjacja przedsięwzięć budowlanych w tejże miejscowości były skutkiem masowych zwolnień. Tymczasem te wydarzenia odbyły się przed zwolnieniami, a celem reżysera było przedstawienie władz miasta w złym świetle.
W zależności od przeznaczenia filmu dokumentalnego David Bordwell oraz Kristin Thompson wyróżniają jego różne odmiany gatunkowe:
- filmy kompilowane, zestawiające ze sobą obrazy pochodzące ze źródeł archiwalnych;
- wywiady, oparte na świadectwie osób związanych z danym wydarzeniem;
- dokumenty typu „direct cinema”, rejestrujące wydarzenia w momencie ich trwania;
- filmy przyrodnicze;
- portrety, poświęcone życiu i zwierzeniom jednej osoby.

## Teoria

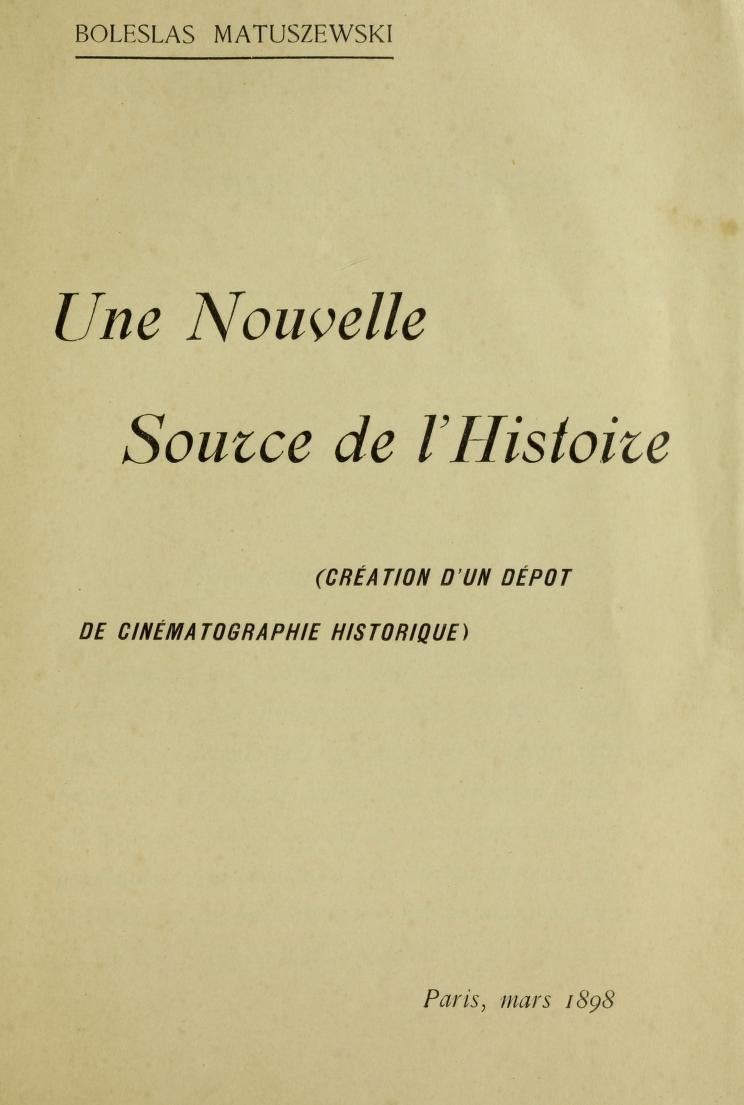
Okładka publikacji Bolesława Matuszewskiego Nowe źródło historii z 1898 roku

Prekursorem teorii dokumentu, który zasłynął jako pionier myśli filmowej, był polski fotograf oraz filmowiec Bolesław Matuszewski. Jego dwie broszury Une nouvelle source de l’histoire (Nowe źródło historii) oraz La photographie animée, ce qu’elle est, ce qu’elle doit etre (Ożywiona fotografia, czym jest, czym być powinna) z 1898 roku, napisane w języku francuskim, zawierały postulat „utworzenia archiwum kinematograficznego”. Fotografia ruchoma, jak nazywał ją Matuszewski, „posiada cechy autentyzmu, ścisłości i precyzji, jej tylko właściwe”, miała więc według polskiego filmowca charakter dokumentu historycznego.
Zwolennikiem filmu dokumentalnego był również Dziga Wiertow, którego teoria kina-oka służyła jednak celom propagandowym. Wiertow podkreślał, że film o przemyślanej konstrukcji dramaturgicznej powinien opierać się na dobrym materiale, będącym rezultatem rejestracji życia codziennego. „Zmuszam widza, by widział tak, jak ja mu ukazuję takie czy inne zjawisko” – pisał wszakże Wiertow, a jednym ze środków do realizacji tego celu miał być montaż.
Po wprowadzeniu terminu „film dokumentalny” przez Johna Griersona zagadnieniem filmu jako dokumentu rzeczywistości zajmowali się tacy teoretycy, jak Erwin Panofsky, Roman Ingarden oraz György Lukács. Panofsky uznawał medium filmu samo w sobie za „rzeczywistość filmową jako taką”, która jednak nabiera charakteru dzieła sztuki: „Kino ujmuje rzeczy materialne i ludzi, nie zaś medium neutralne, w kompozycje, którym daje styl i które mogą być nawet fantastyczne czy mimowolnie symboliczne nie tyle dzięki interpretacji w umyśle artysty, ile dzięki konkretnej władzy nad fizycznymi przedmiotami i aparaturą rejestrującą”. Ingarden zaproponował wobec dokumentów określenie „film reportażowy”, stosując je wobec takiego rodzaju filmów, który „okazuje nam pewne realne zdarzenia i przedmioty” i daje widzowi złudzenie postrzegania rzeczywistości. Lukács twierdził natomiast, że aparat filmowy tudzież fotograficzny cechuje się bezstronnością i nieomylnością w odzwierciedleniu przedmiotów rzeczywistych.
Siegfried Kracauer, uznając medium filmowe za pochodną fotografii, wyróżnił dwie tendencje kinematograficzne: realistyczną oraz kreacyjną. Reprezentantem kreacji (równoznacznej z kinem aktorskim) był jego zdaniem Georges Méliès, natomiast prekursorem dokumentu – bracia Lumière. Zdjęcia wykonane przez Lumière’a były zdaniem Kracauera „bezosobowymi zapisami”. Niemiecki teoretyk filmu zwrócił jednak uwagę, że „odtworzone dzięki inscenizacji prawdziwe wydarzenia stwarzają na ekranie silniejszą iluzję rzeczywistości niż oryginalne wydarzenie uchwycone przez kamerę”. To spostrzeżenie prowadziło Kracauera ku pojęciu „wątku znalezionego”, które określało fabułę znalezioną w prawdziwej, materialnej rzeczywistości. Przykładem podawanym przez teoretyka były filmy Roberta Flaherty’ego, które dramatyzowały rzeczywistość, posługując się fabułami wyniesionymi z życia ludów pierwotnych.
Lata siedemdziesiąte XX wieku rozpoczęły okres w teorii filmu, kiedy bezstronność oraz obiektywność filmów dokumentalnych była podawana w wątpliwość. Rzeczywistość filmowa, zdaniem reprezentujących krytykę ideologiczną teoretyków Jeana-Louisa Comollego i Jeana Narboniego, jest po prostu sposobem wyrazu dominującej ideologii. Lewicowi krytycy zwracają uwagę, iż film dokumentalny został stworzony przez europejską klasę średnią, żeby utrwalić dominację nad osobami pozbawionymi majątku i przywilejów oraz przeciwdziałać ruchom opozycyjnym. W latach osiemdziesiątych XX wieku do głosu doszła teoria symulakrów Jeana Baudrillarda, której celem było skierowanie uwagi na oddzielenie przedstawienia filmowego od faktycznej rzeczywistości, którą reprezentuje. Henry Giroux zauważył na przykładzie filmu Dzieciaki (1995) Larry’ego Clarka, że właściwie każda fikcja filmowa może być wyreżyserowana w taki sposób, aby przypominała dokument.

## Historia

### Początki filmu dokumentalnego (1895–1933)
Ustalenie początku kina dokumentalnego zależy od definicji. Za pierwsze dokumenty można uznać eksperymentalne rejestracje obrazu dokonane przez ekipę Thomasa Edisona. Częściej jednak przytaczane są w tym kontekście dzieła programowe pokazu kinematografu braci Lumière z 28 grudnia 1895 roku. Rejestrowały one życie codzienne, udostępniając widzom informacje na temat świata dzięki nowej formie przekazu medialnego. Kolejne „dokumenty” braci Lumière, także te realizowane za granicą, w równym stopniu rejestrowały rzeczywistość, co ją przetwarzały. Od zarania kinematografii dokument był podatny na manipulacje reżyserskie. Przy kręceniu Ataku na chińską misję (1898) Jamesa Williamsona do zobrazowania rzeczywistych zdarzeń z powstania bokserów użyto aktorów i statystów. Z kolei duński producent Ole Olsen na potrzeby filmów „z afrykańskiego safari” zakupił zwierzęta w kopenhaskim zoo. Począwszy od pokazu braci Lumière, na znaczeniu zyskały również pokazy w ramach kronik filmowych. Za pośrednictwem taśmy filmowej pokazywano uroczyste wydarzenia, na przykład pogrzeb królowej Wiktorii (1896). Od 1910 roku francuskie przedsiębiorstwo Pathé co tydzień wyświetlało w kinach cotygodniową kronikę Pathé Journal z najświeższymi wiadomościami.

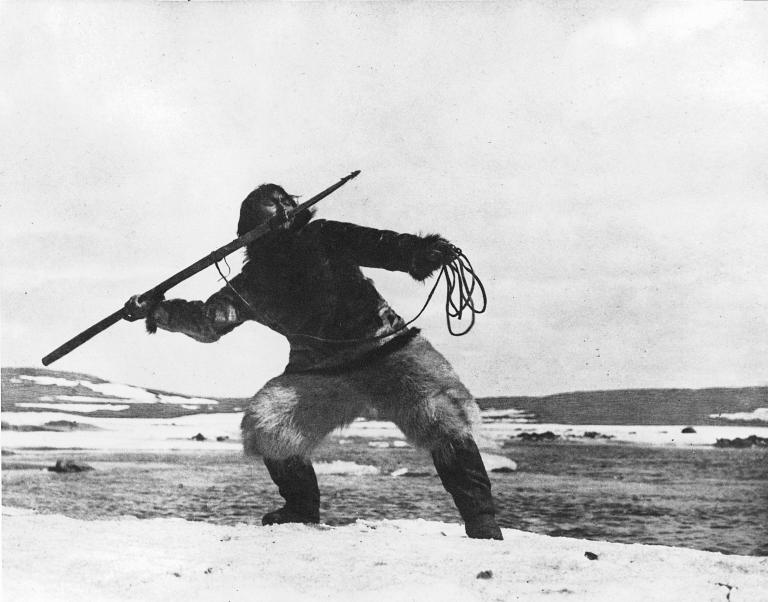
Kadr z filmu Nanuk z Północy (1920, reż. Robert J. Flaherty)

Pionierem dokumentu jako formy etnograficznego zapisu rzeczywistości stał się Robert J. Flaherty. Nanuk z Północy (1922), Moana (1926), Człowiek z Aran (1933) i inne filmy amerykańskiego reżysera opierały się na rzetelnej obserwacji życia społeczności podejmujących straceńczą walkę z przyrodą. Zarazem dzieła Flaherty’ego stroniły od stereotypów w portretowaniu odległych enklaw. Wypracował on metodę nazywaną „etnografią ocalającą” (salvage etnography), odtwarzając rzeczywiste obyczaje, które nie miały już zastosowania w praktyce. Przykładowo, w Nanuku polowanie na foki odbywa się z użyciem narzędzi nieużywanych już przez Inuitów w momencie produkcji filmu. Osoby, które czynił bohaterami swoich filmów, były jednakże realnymi osobami. Reżyser w minimalnym stopniu ingerował w sposób ich zachowania się przed kamerą. Podobnie romantyczną wizją konfliktu człowieka z przyrodą kierowali się Merian C. Cooper oraz Ernest Schoedsack, realizując film Grass (1925). O ile jednak Flaherty skupiał się na przeżyciach jednostek, Cooper i Schoedsack przedstawili współczesnych Bachtiarów jako dekorację dla podniosłych krajobrazów górskich. Dla uwznioślenia wędrówki ludu w poszukiwaniu tytułowej trawy reżyserzy użyli zdjęć w planie dalekim.

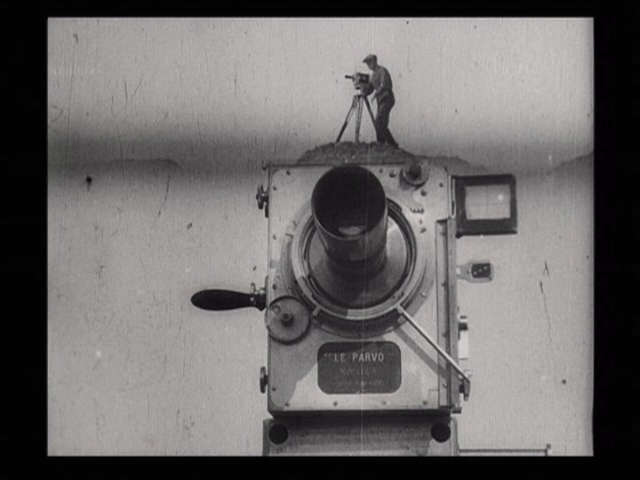
Kadr z filmu Człowiek z kamerą (1929, reż. Dżiga Wiertow)

Kontrapunkt dla „etnografii ocalającej” Flaherty’ego stanowiły dzieła radzieckiej szkoły montażu. Przedstawiciele dokumentalnej odmiany nurtu pojmowali montaż zdjęć z autentycznych wydarzeń jako narzędzie służące określonemu przekazowi ideologicznemu. Najsłynniejszy spośród nich, Dziga Wiertow, za pośrednictwem eksperymentów formalnych (cofania czasu, wielokrotnej ekspozycji, specyficznego wykorzystania dźwięku) przetwarzał autentyczne nagrania plenerowe. Dzięki nim uzyskiwał pożądany efekt zgodny z wykładnią marksizmu-leninizmu. Dzieła Wiertowa, takie jak Kino-oko (1924), Szósta część świata (1927), Entuzjazm. Symfonia Donbasu (1930), mimo awangardowej stylistyki służyły celom wychowawczym. Najmniej przesycony ideologią Człowiek z kamerą (1929), zrealizowany w konwencji symfonii miejskiej, wprowadził do dokumentu wątek autotematyczny. Film bowiem podejmuje temat procesu tworzenia filmu, montowania zebranego materiału oraz pokazywania go w kinie. Oprócz Wiertowa wyróżniali się tacy dokumentaliści jak Esfir Szub, Jakow Blioch i Michaił Kałatozow. Szub była autorką pierwszego wielkiego filmu montażowego Upadek dynastii Romanowów (1927). Jakow Blioch stworzył Szanghajski dokument (1928), film poświęcony masakrze komunistów chińskich przez Kuomintang. Michaił Kałatozow zrealizował natomiast film Sól Swanetii (1928), który odtwarzał za pomocą drastycznych środków wyrazu nędzny żywot mieszkańców odciętej od świata wioski Uszguli w Górnej Swanetii na Kaukazie.
Filmem Człowiek z kamerą Wiertow wpisał się w europejski gatunek dokumentalno-awangardowy, określany mianem symfonii miejskiej. Realizatorzy symfonii skupiali się na ukazywaniu dynamizmu życia miejskiego z zastosowaniem eksperymentów montażowych. Za główne dzieło nurtu uznawany jest Berlin, symfonia wielkiego miasta (1928) Waltera Ruttmanna; obok niego wyróżnia się też między innymi Most (1928), Deszcz (1929) i Symfonię przemysłową (1931) Jorisa Ivensa, a także A propos Nicei (1931) Jeana Vigo. Niesionej przez miejskie symfonie wizji modernistycznego postępu sprzeciwiały się zarazem filmy o tematyce społecznej. Ivens nakręcił w 1932 roku Nędzę Borinage, poświęconą dramatycznej sytuacji robotników dotkniętych przez wielki kryzys. Natomiast Luis Buñuel poświęcił Ziemię Hurdów (1932) skrajnie zacofanemu regionowi Las Hurdes na północy Hiszpanii, atakując widza drastycznymi obrazami cierpienia tamtejszej ludności.

### Dokument w służbie propagandy (1933–1945)
Po wprowadzeniu w ZSRR doktryny socrealizmu oraz równoczesnym dojściu do władzy w Niemczech Adolfa Hitlera dokument stał się jednym z najbardziej pożądanych narzędzi totalitarnej propagandy. W ZSRR zakończyły się eksperymenty formalne z tą formą filmową, a głównym celem dokumentalistów miała być bezpośrednia gloryfikacja przywódcy państwa Józefa Stalina za pośrednictwem kronik filmowych. Przykładowo, Trzy pieśni o Leninie (1934) Wiertowa sankcjonowały rolę Stalina jako dziedzica polityki prowadzonej przez Włodzimierza Lenina. W nazistowskich Niemczech podobnym celem było ubóstwienie postaci Hitlera, ale również promowanie czystości rasy oraz fetyszyzacja romantycznego ideału piękna. Dowodem tego są dwa monumentalne filmy Leni Riefenstahl, Triumf woli (1934) oraz Olimpiada (1938). Znane głównie z rozmachu inscenizacyjnego, obok postaci Führera propagowały również kult pięknego, muskularnego „aryjskiego” ciała, zdaniem Susan Sontag przybierający postać kampu (wysokiej odmiany kiczu). Niemniej jednak nowatorskie techniki użyte w Olimpiadzie na potrzeby igrzysk olimpijskich w Berlinie (między innymi zdjęcia podwodne), były później wykorzystywane przez realizatorów transmisji wydarzeń sportowych.

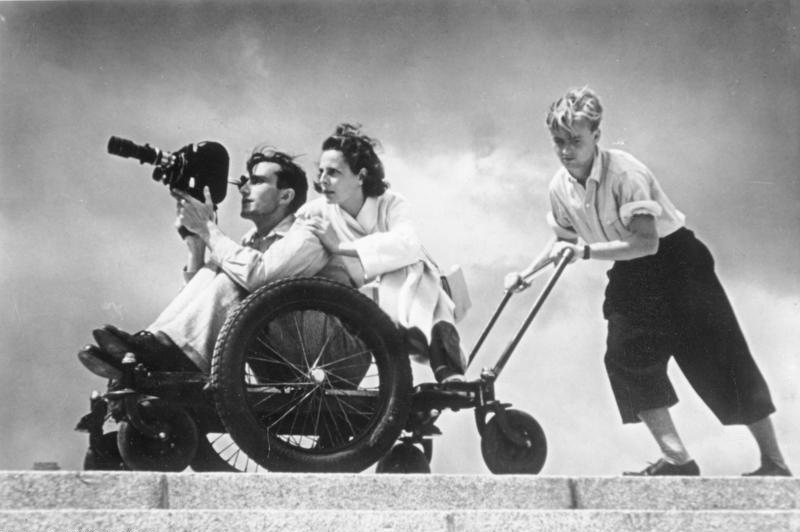
Leni Riefenstahl podczas kręcenia filmu Olimpiada (1938)

Autorami bardziej obywatelskich w zamyśle dokumentów prorządowych byli głównie Amerykanie i Brytyjczycy. Brytyjska szkoła dokumentalna, uformowana w ramach państwowych spółek Empire Marketing Board (1927–1934) oraz General Post Office (1934–1939), pod nadzorem producenta Johna Griersona tworzyła dokumenty poświęcone sprawom społecznym. Przedmiotem obserwacji byli w nich rybacy (Poławiacze śledzi, 1929, autorstwa Griersona), górnicy (Twarz węgla, 1935, Alberta Cavalcantiego), pracownicy poczty (Nocna poczta, 1936, Basila Wrighta i Henry’ego Watta), a także mieszkańcy slumsów (Problemy mieszkaniowe, 1938, Arthura Eltona i Edgara Ansteya). Jakkolwiek brytyjska szkoła dokumentu uwznioślała przeciętną pracę ludzką i podejmowała krytykę społeczną, jej twórcy zawsze mieli na uwadze zgodność z polityką rządową. W Stanach Zjednoczonych ujawniła się z kolei działalność Ligi Filmu i Fotografii. Jej przedstawiciele, tacy jak Pare Lorentz, Leo Hurwitz oraz Paul Strand, realizowali na zlecenie administracji Franklina Delano Roosevelta ambitne dokumenty zachęcające do wspierania inwestycji rządowych. Wśród przykładów dzieł Ligi znajdują się Pług, który przeciął Wielkie Równiny (1936) oraz Rzeka (1936) Lorentza, Kraj rodzinny (1942) Hurwitza i Stranda, a także Prąd i ziemia (1940) Jorisa Ivensa oraz Ziemia (1942) Flaherty’ego.

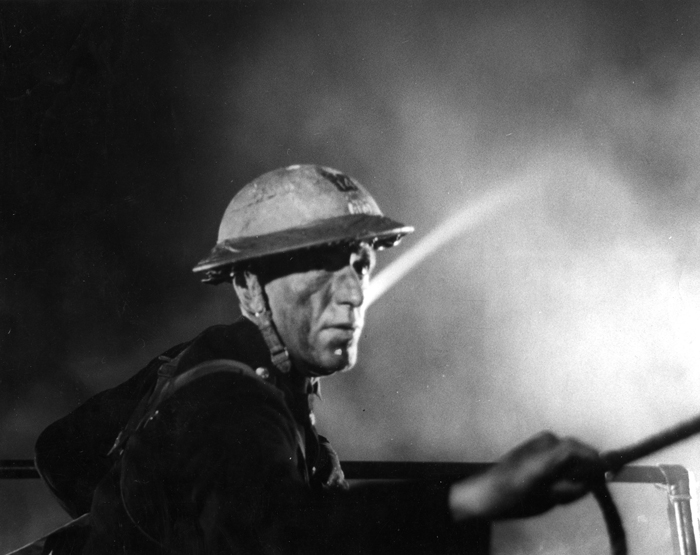
Kadr z filmu Wybuchły pożary (1943, reż. Humphrey Jennings)

W trakcie II wojny światowej filmy dokumentalne odegrały rolę szczególną, gdyż ich twórców zaprzęgnięto do procesu wzmacniania morale żołnierzy oraz cywili w okresie działań wojennych. Jawnie propagandowy charakter miała nazistowska kronika filmowa Deutsche Wochenschau (1939–1945), a także filmy Kampania w Polsce (1940) Fritza Hipplera oraz Chrzest ogniowy (1940) Hansa Bertrama. Służyły one wybielaniu zbrodni popełnianych przez Niemców na okupowanych terenach oraz przerzucaniu winy na wrogów państwa hitlerowskiego. Wieczny Żyd (1940) Hipplera nawoływał dodatkowo do nagonki przeciwko europejskim Żydom, sankcjonując późniejsze ludobójstwo dokonane na tym narodzie. W analogiczny sposób agresję sowiecką na Polskę usprawiedliwiał Ołeksandr Dowżenko w paszkwilu Wyzwolenie zachodniej Ukrainy (1940). Po ataku wojsk niemieckich na ZSRR radzieccy dokumentaliści przebili się do świadomości państw Zachodu za sprawą takich filmów jak Rozbicie wojsk niemieckich pod Moskwą (1942) Leonida Warłamowa i Ilji Kopalina oraz Dzień wojny (1942) Michaiła Słuckiego. Również wiele dzieł amerykańskich reżyserów, na przykład chaotycznie zmontowana Bitwa o Midway (1942) Johna Forda oraz instruktażowa seria Dlaczego walczymy (1942–1945) Franka Capry i Anatole’a Litvaka, tłumaczyły przyczyny zaangażowania Stanów Zjednoczonych w krwawy konflikt. W bardziej subtelny, liryczny sposób strategię „podtrzymywania na duchu” wśród Brytyjczyków realizował Humphrey Jennings filmami Słuchajcie Brytanii (1942), Wybuchły pożary (1943), tudzież podsumowującym dorobek II wojny światowej Dziennikiem dla Tymoteusza (1945). Anglosaska opinia publiczna poznawała kontekst wybuchu wojny również dzięki polskim dokumentalistom, między innymi działającemu w Stanach Zjednoczonych Romualdowi Gantkowskiemu (Kraj mojej matki, 1943) oraz przebywającym w Wielkiej Brytanii Stefanowi i Franciszce Themersonom (Calling Mr. Smith, 1943). Również George Stevens nakręcił pięciogodzinny film dokumentalny bez nazwy (1945), przedstawiający zbrojne wyzwolenie Europy przez Amerykanów z okupacji niemieckiej. Jego fragmenty były używane jako materiał dowodowy w procesach norymberskich.
We wspomnianych wyżej filmach dokumentalnych dominowała narracja batalistyczna. Filmy utrzymane w bardziej pacyfistycznym tonie były bezwzględnie cenzurowane lub niedopuszczane do dystrybucji. Wśród przykładów dzieł zakazanych można wymienić Bitwę o San Pietro (1945) oraz Niech się stanie światłość (1946) amerykańskiego realizatora Johna Hustona. W pierwszym z filmów Huston pokazał w tonie defetystycznym krwawy przebieg amerykańsko-niemieckich działań zbrojnych na terenie Włoch. Natomiast drugi z nich był poświęcony byłym żołnierzom przebywającym na terenie szpitala psychiatrycznego wskutek stresu bojowego.

### Lata powojenne (1945–1960)
Po zakończeniu II wojny światowej dokument został zmarginalizowany jako metoda twórczości filmowej, gdyż instytucje państwowe krajów zachodnich wycofały się z jego finansowania. Tragizm wydarzeń wojennych wpłynął na zaangażowanie części dokumentalistów, którzy na podstawie zebranych materiałów filmowych przedstawiali ogrom zbrodni hitlerowskich. Pionierskim pod tym względem filmem okazał się zmarginalizowany przez zachodnią krytykę Majdanek – cmentarzysko Europy (1944) Aleksandra Forda o obozie zagłady w tytułowej miejscowości. Podobną krytykę nazizmu podjął Alain Resnais w dokumencie Noc i mgła (1955), ukazując zbrodnie popełnione w różnych obozach koncentracyjnych na terenie Europy. Tematyka nazizmu była poruszana również w dziełach takich jak Sąd narodów (1948) Romana Karmena, Życie Adolfa Hitlera (1961) Paula Rothy oraz Zwyczajny faszyzm (1965) Michaiła Romma.
Film dokumentalny od okresu powojennego podlegał daleko idącej komercjalizacji, czego wyrazem stała się współpraca Flaherty’ego z koncernem Standard Oil przy realizacji Opowieści z Luizjany (1947). Nastąpił rozwój filmów przyrodniczych, ze szczególnym uwzględnieniem dzieł szwedzkiego realizatora Arnego Sucksdorffa oraz amerykańskiej wytwórni Walta Disneya. Na coraz większym znaczeniu zyskiwały również filmy etnograficzne, a także biografie artystów (Van Gogh, 1945, Alaina Resnais) oraz filmy poświęcone chorobom psychicznym.
W latach pięćdziesiątych rozgłos zdobył nurt Free Cinema, który sprzeciwiał się przedstawianiu przez brytyjską burżuazję klasy robotniczej w złym świetle. Słabo reprezentowani w kinie fabularnym robotnicy stali się głównymi bohaterami filmów takich twórców, jak Lindsay Anderson (Kraina marzeń, 1953; Hale targowe w Londynie, 1957), Tony Richardson i Karel Reisz (Mama nie pozwala, 1955) oraz Claude Goretta i Alain Tanner (Czas rozrywki, 1957). Filmy Free Cinema były pozbawione dydaktyzmu charakterystycznego dla dotychczasowych dokumentów. Cechował je natomiast anarchiczny ton oraz estetyzacja filmowego przekazu, przejawiająca się głównie w luźnej strukturze narracyjnej. Na pokazach filmów przynależących do Free Cinema pojawiały się również filmy z czarnej serii polskiego dokumentu, które w publicystycznym tonie ukazywały życie najuboższych mieszkańców ośrodków wielkomiejskich. Za początek czarnej serii uznawany jest film Uwaga, chuligani! (1955) Jerzego Hoffmana oraz Edwarda Skórzewskiego, jakkolwiek bardziej wyraziście jej tezy wybrzmiały w Warszawie 1956 (1956) Jerzego Bossaka i Jarosława Brzozowskiego. Dwaj autorzy czarnej serii, Kazimierz Karabasz oraz Władysław Ślesicki (Gdzie diabeł mówi dobranoc, 1956; Ludzie z pustego obszaru, 1957), staną się później współtwórcami nowej formuły polskiego dokumentu.

### Epoka kina bezpośredniego (1960–1970)

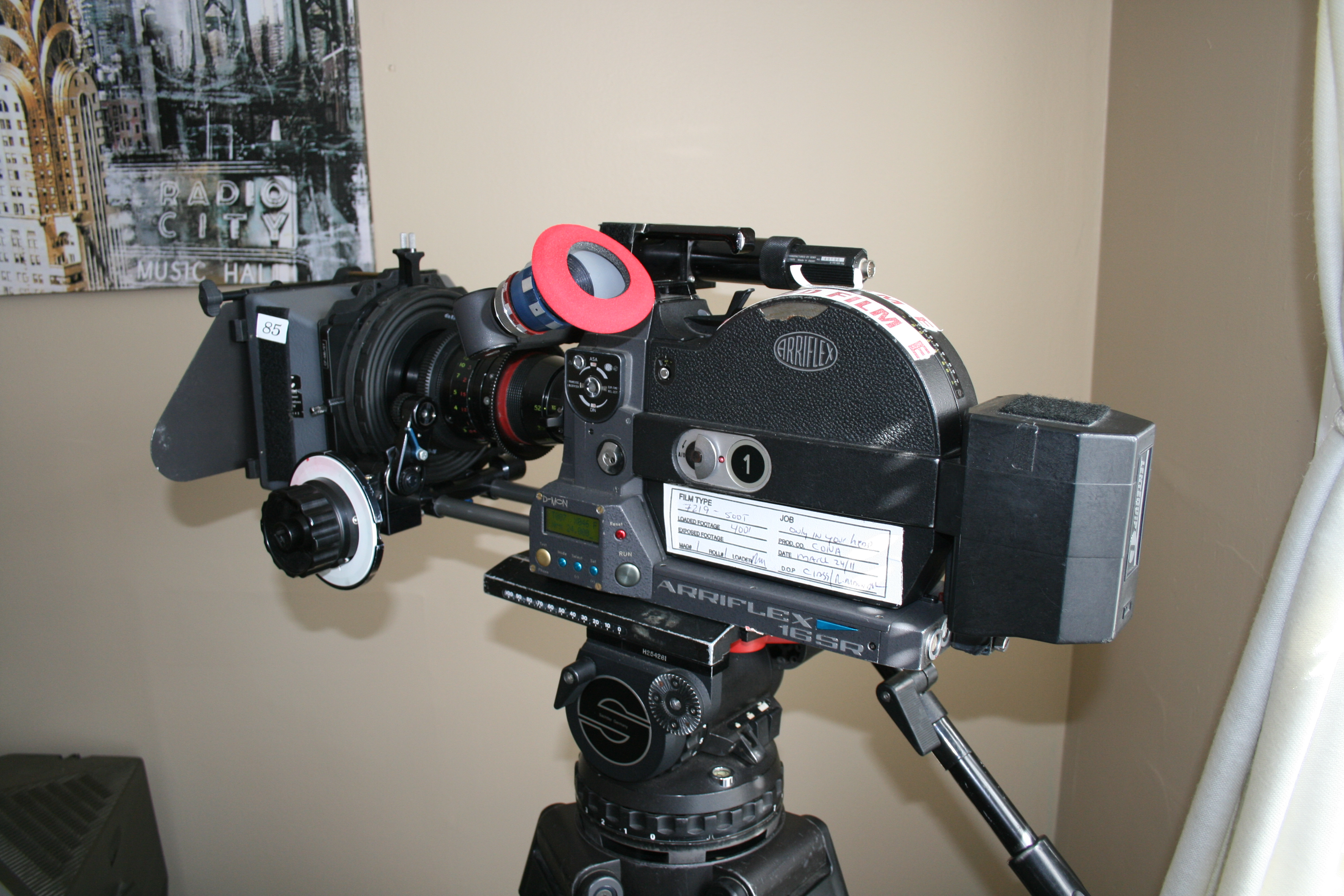
Kamera filmowa 16 mm

Przełom lat pięćdziesiątych i sześćdziesiątych XX wieku przypada na gruntowne zmiany w technologii filmowej. Dzięki ulepszonym mikrofonom, przenośnym magnetofonom, lekkim kamerom 16 mm oraz nowatorskiemu mechanizmowi synchronizacji obrazu z dźwiękiem możliwe stało się rejestrowanie zachowań ludzi w ich naturalnym otoczeniu. Pojawienie się tych technologii doprowadziło do wyłonienia się dwóch zjawisk. Pierwsze z nich, znane pod francuską nazwą cinéma-vérité, przybierało formę rejestracji wywiadów z bohaterami filmu lub wypowiedzi wprost do kamery. Obecność kamery była jawna, a niekiedy przed kamerą występowali sami reżyserzy. Wśród najważniejszych twórców związanych z cinéma-vérité wymienia się dwa nazwiska. Pierwszym z filmowców nurtu był Jean Rouch, realizator filmów etnograficznych (Piramida ludzka, 1960) oraz poświęconych trudnej powojennej przeszłości Francuzów (Kronika jednego lata, 1961). Drugim – Chris Marker, autor skrajnie krytycznego wobec bieżącej sytuacji politycznej Francji filmu Piękny maj (1961), w którym nie ukrywał swoich lewicowych poglądów politycznych.

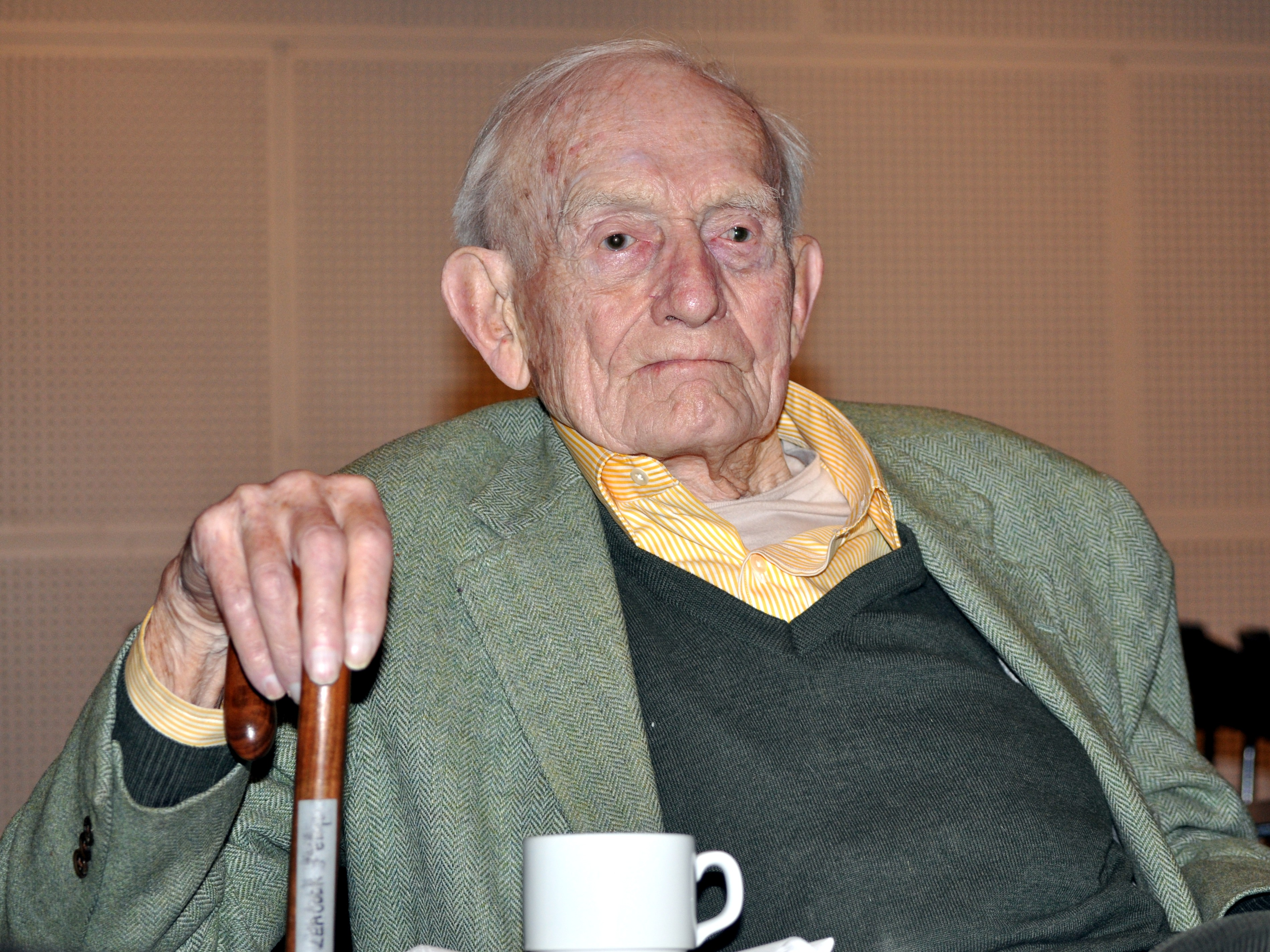
Richard Leacock, jeden z twórców kina bezpośredniego

Drugie, znacznie bardziej wpływowe zjawisko określone zostało mianem kina bezpośredniego (Direct Cinema). Jego przedstawiciele dążyli do jak najbardziej obiektywnego zapisu filmowanej rzeczywistości i jak najmniejszej ingerencji w tę rzeczywistość. Prekursorami Direct Cinema byli kanadyjscy realizatorzy z zespołu B National Film Board, instytucji założonej przez Johna Griersona. Ich reportaże emitowane w telewizyjnym cyklu Candid Eye (1958–1959) wykorzystywały pełną synchronizację obrazu i dźwięku, a ich bohaterowie byli pokazywani w ich naturalnym otoczeniu. Kino bezpośrednie spopularyzowali jednak dopiero amerykańscy operatorzy z Robertem Drewem, Richardem Leacockiem, D.A. Pennebakerem i Albertem Mayslesem na czele. Ich debiutancki film Primary (1960), zrealizowany przez nich wspólnie, relacjonował przebieg prawyborów Partii Demokratycznej w stanie Wisconsin, które zakończyły się zwycięstwem Johna Fitzgeralda Kennedy’ego. Pomimo licznych błędów montażowych oraz problemów z synchronizacją obrazu i dźwięku to właśnie Primary zdobyła rozgłos na świecie, co skłoniło Drewa do założenia własnej wytwórni Drew Associates. Jej realizatorzy, próbując zachować bezstronność, poruszali w filmach problem dyskryminacji rasowej Afroamerykanów (The Children Were Watching, 1960; The Chair, 1962; Crisis: Behind the Presidential Commitment, 1963), narkomanii i przestępczości (Petey and Johnny, 1960; David, 1961) tudzież ukazywali przebieg karier sportowców i piosenkarzy (On the Pole, 1960; Susan Starr, 1961).
Po roku 1963, kiedy Drew Associates opuściła część jego współpracowników, kino bezpośrednie wypracowało dojrzalszą estetycznie formułę. Leacock nakręcił portretujące konserwatywną Amerykę filmy A Happy Mother’s Day (1965) oraz Chiefs (1969). Pennebaker z kolei poświęcił się specyficznej odmianie kina dokumentalnego, nazywanej dokumentem muzycznym. Jego filmy poddawały analizie zjawisko amerykańskiej kontestacji, czyniąc swoimi bohaterami takie postaci, jak Bob Dylan (Dont Look Back, 1967) oraz Timothy Leary (You’re Nobody Til Somebody Loves You, 1964–1968). Natomiast bracia Albert i David Maysles analizowali upadek mitologii tzw. amerykańskiego snu (Salesman, 1969) oraz kontestacji. Tego ostatniego tematu dotyczył zamykający symbolicznie kino bezpośrednie Gimme Shelter (1970). Jego znaczną część poświęcono wątkowi rejestracji morderstwa popełnionego na Afroamerykaninie przez członków gangu Hells Angels podczas koncertów na Altamont, co podawało w wątpliwość treść sprzyjającego kontrkulturze hipisowskiego dokumentu Woodstock (1970) Michaela Wadleigha. Osobną twórczość stanowiły dokumenty Fredericka Wisemana. W takich filmach, jak Titicut Follies (1967) oraz High School (1968), Law and Order (1969) oraz Hospital (1970) obserwował on patologie panujące w instytucjach państwowych (więzieniach, szkołach itd.), unikając przy tym jednoznacznego opowiedzenia się przeciwko instytucjom jako całości.
Metody wypracowane przez cinéma-vérité oraz kino bezpośrednie były naśladowane w krajach Europy Środkowo-Wschodniej. W Czechosłowacji naśladował je Jan Špata (Największe życzenie, 1963), natomiast w Polsce – Marian Marzyński (Powrót statku, 1963). W polskiej kinematografii dokumentalnej dominował wówczas jednak inny nurt, znany jako szkoła Karabasza. Zapoczątkowana przez Kazimierza Karabasza w Muzykantach (1960) poetyka dokumentalna opierała się na uważnej obserwacji ludzi oraz rezygnacji z komentarza autorskiego. Bohaterowie nurtu byli ludźmi przeciętnymi, mieli jednak konkretny cel postawiony przed sobą. Oprócz Muzykantów – dokumentacji prób orkiestry tramwajarzy-amatorów – Karabasz zrealizował na przykład Rok Franka W. o młodym robotniku z ochotniczego hufca pracy. Wśród innych przedstawicieli nurtu znaleźli się: Władysław Ślesicki, twórca poetyckiego portretu rodzinnego Rodzina człowiecza (1966); a także Krystyna Gryczełowska (Nazywa się Błażej Rejdak, 1968) oraz Danuta Halladin (Moja ulica, 1965).

### Rozwój dokumentów narodowych (1970–1990)

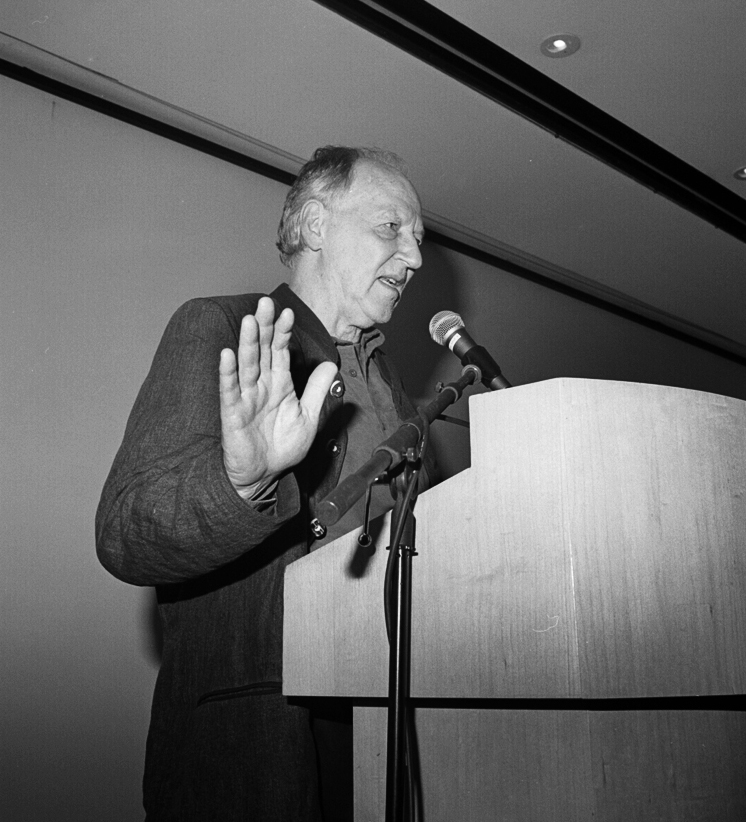
Werner Herzog, jeden ze współczesnych dokumentalistów

Począwszy od lat siedemdziesiątych XX wieku, głównym medium wyświetlającym filmy dokumentalne stała się telewizja. Kroniki zostały zastąpione przez reportaże, a w obrębie telewizji rozpowszechniły się bardziej kameralne wywiady publicystyczne oraz seriale dokumentalne poświęcone konkretnym tematom. Spośród tych ostatnich wyłoniły się paradokumentalne formy telewizyjne, w których wydarzenia faktyczne zostają zainscenizowane z użyciem aktorów zawodowych (docudrama), lub przeciwnie – historiom o fabularnej strukturze nadaje się pozory dokumentalizmu dzięki obecności naturszczyków (docusoap).
W latach siedemdziesiątych zaczęły się wyróżniać także kolejne szkoły dokumentalne związane z kinematografiami narodowymi. Część z nich, zwłaszcza w Europie Zachodniej, znalazła się pod wpływem ruchów kontestacyjnych. Szczególnie nasiliły się one we Francji, gdzie kolektywy w rodzaju Dziga Vertov Group dążyły do dekonstrukcji tradycyjnego przedstawienia filmowego i proponowały „kontrkino”. W następnej dekadzie rozgłos zdobyło dwóch reżyserów: Raymond Depardon, równie powściągliwy co Wiseman w krytyce różnych instytucji państwowych (San Clemente, 1982; Nowy Jork, 1986), oraz realizator przełomowego dla myślenia o zagładzie Żydów filmu Shoah (1985), Claude Lanzmann. W Austrii ukształtowało się zjawisko „nowego kina dokumentalnego”, skupionego wokół niezależnej spółki Medienwerkstatt, które kręciło filmy poświęcone niższym warstwom społecznym, na przykład Auf Amol a Streik (1978) Josefa Aichholzera oraz Ruth Beckermann. Na tym tle osobna była twórczość niemieckiego reżysera Wernera Herzoga, który w swoich filmach takich jak Fata Morgana (1971), Kraina ciszy i ciemności (1971) tudzież znacznie późniejszy Grizzly Man (2005) podkreślał swoją fascynację przyrodą, a zarazem okazywał przerażenie jej okrucieństwem. Własne osiągnięcia mają również przedstawiciele Europy Środkowej, między innymi Marcel Łoziński w Polsce (Próba mikrofonu, 1980; Wszystko może się przytrafić, 1995) oraz Helena Třeštíková w Czechach (Etiudy małżeńskie, 1980–1987).
Brytyjska kinematografia dokumentalna lat siedemdziesiątych została naznaczona przez twórczość Kena Loacha, który wespół z Jimem Allenem realizował dla British Broadcasting Channel drastyczne dokumenty poświęcone biedzie klasy robotniczej, na przykład The Big Flame (1969) oraz czteroczęściowy The Days of Hope (1975). W tym ostatnim dokumencie Loach i Allen śledzili losy trzech bohaterów, dokonując jednocześnie krytyki ówcześnie rządzącej Partii Konserwatywnej. Inny wyróżniający się brytyjski reżyser, Nick Broomfield, w dziełach pokroju Who Cares? (1971) oraz Juvenile Liaison (1976) ujawniał swoją obecność przed kamerą, nadając swojemu stylowi filmowemu performatywny charakter. Kanadyjski dokument również notował liczne osiągnięcia, szczególnie w ramach zespołu D National Film Board. Zespół ten wyprodukował między innymi nagrodzone Oscarem: I’ll Find a Way (1977) Beverly Shaffer o dziecku cierpiącym na rozszczep kręgosłupa, esej antynuklearny If You Love This Planet (1983) Terre Nash oraz impresjonistyczne Flamenco at 5:15 (1984). W Australii najważniejszą osobowością dokumentalną stał się Tom Zubrycki, którego filmy takie jak Waterloo (1981), Kemira: A Diary of a Strike (1984) oraz Friends and Enemies (1987) były kręcone kamerą z ręki.
Lata osiemdziesiąte, moment narodzin postmodernizmu, stwarzały okazję do kwestionowania wiarygodności dokumentu poprzez parodię lub pastisz (mockumentary). W This is Spinal Tap (1983) Roba Reinera widz śledzi historię fikcyjnej grupy muzycznej, a forma filmu stanowi parodię dokumentów muzycznych. Czeski filmowiec Jan Svěrák dworował sobie z dokumentów przyrodniczych, ukazując w Ropojadach (1989) dążenia ekipy filmowej do odnalezienia cennego gatunku ropuchowatych żywiących się ropą naftową. Natomiast brytyjski animator Nick Park nadał swojemu dziełu Creature Comforts (1989) formę wywiadu, w którym zwierzętom komentującym warunki życia w zoo głosów użyczyli autentyczni imigranci.

### Dokument współczesny (od 1990)
Po 1990 roku coraz większą popularność zaczęły zdobywać telewizyjne filmy dokumentalne, które posługują się w swej narracji elementami czysto fikcjonalnymi. Szlak dla nich przetarł jeszcze w 1988 roku dynamicznie zmontowany film Errola Morrisa Cienka niebieska linia – mieszanina dziennikarskiego śledztwa (w sprawie człowieka niesłusznie skazanego na śmierć) z autorską inscenizacją wydarzeń. Sukces filmu Morrisa powielali inni dokumentaliści. Przykładowo, produkcje History Channel poświęcone wydarzeniom oraz przywódcom historycznym inscenizują „wydarzenia z epoki”, które pełnią funkcję przerywników pomiędzy materiałami archiwalnymi oraz wywiadami. Kiedy wyświetlany przez Discovery Channel film Mighty Times: The Children's March (2004) zdobył Nagrodę Akademii Filmowej dla najlepszego dokumentu roku, podobny zabieg (połączenie archiwalnych materiałów z sekwencjami aktorskimi) wzbudził kontrowersje, prowokując do pytań na temat granic między dokumentacją a fikcją. Rozwój technologii informacyjnych (wideo, Internet) spowodował również rozszczepienie produkcji filmowej. Autorami dokumentów coraz częściej mogą być amatorzy korzystający z cyfrowych kamer oraz innych urządzeń mobilnych. Dowodzi tego choćby zbiorowy dokument Dzień z życia (2011), który został zmontowany przez braci Ridleya i Tony’ego Scottów z amatorskich nagrań, wykonanych na całym świecie w ciągu jednego dnia. W 2014 roku Perry Bard zmontował z amatorskich nagrań dostarczonych przez internautów własną wersję Człowieka z kamerą. Montaż na znalezionym materiale odgrywa coraz większą rolę zarówno w składankach tworzonych na YouTube, jak i innych serwisach strumieniowania wideo. Refleksję nad wykorzystaniem found footage w celach artystycznych można odnaleźć także w dziełach Pétera Forgácsa (Exodus przez Dunaj, 2002), dla którego materiał wyjściowy stanowią archiwalne nagrania prywatne sprzed kilkudziesięciu lat.
Wciąż dokonywane są eksperymenty, które przedefiniowują film dokumentalny. Część filmowców, na przykład Marcin Koszałka, koncentruje uwagę widza przede wszystkim na własnych przeżyciach oraz stosunkach z rodziną. Inni kontynuują wykorzystywanie kina dokumentów w celach politycznych, jak na przykład Michael Moore, autor nagrodzonego Złotą Palmą w Cannes pamfletu na rządy George’a W. Busha Fahrenheit 9/11 (2004). Film Walc z Baszirem (2008) Ari Folmana z kolei w twórczy sposób łączy materiał faktograficzny (wywiady) z animacją oraz elementami kina aktorskiego. Jeszcze inni, jak Joshua Oppenheimer (Scena zbrodni, 2014), przepracowują ludzką tragedię, zbierając wyznania świadków wydarzeń bez użycia materiałów archiwalnych. Sam status dokumentu jako czystej rejestracji faktu jest nieustannie podważany przez krytykę ideologiczną, zwłaszcza w obliczu coraz sprawniejszych technik swobodnego montażu i postprodukcji treści dla potrzeb propagandy.

## Festiwale oraz nagrody
Filmom dokumentalnym dedykowany jest szereg festiwali na całym świecie. Wśród nagród przyznawanych przez amerykańską Akademię Filmową od 1941 roku znajdują się Oscary dla najlepszego filmu dokumentalnego, przyznawane w dwóch kategoriach: pełnym i krótkim metrażu. Swoje sekcje dokumentalne mają również takie międzynarodowe festiwale, jak Berlinale, MFF w Wenecji, MFF w Cannes, MFF w Karlowych Warach oraz MFF w Locarno. Całościowy przegląd filmów dokumentalnych oferują między innymi międzynarodowe festiwale w Lipsku i Amsterdamie, szwajcarski Vision du Réel oraz brytyjski Sheffield Doc/Fest. W Polsce filmy dokumentalne są nagradzane na dwóch międzynarodowych festiwalach: Krakowskim Festiwalu Filmowym oraz Docs Against Gravity.